# La Tetilla
La Tetilla es un corregimiento del distrito de Calobre en la provincia de Veraguas, República de Panamá. La localidad tiene 400 habitantes (2010).